# Hamburger Flugzeugbau

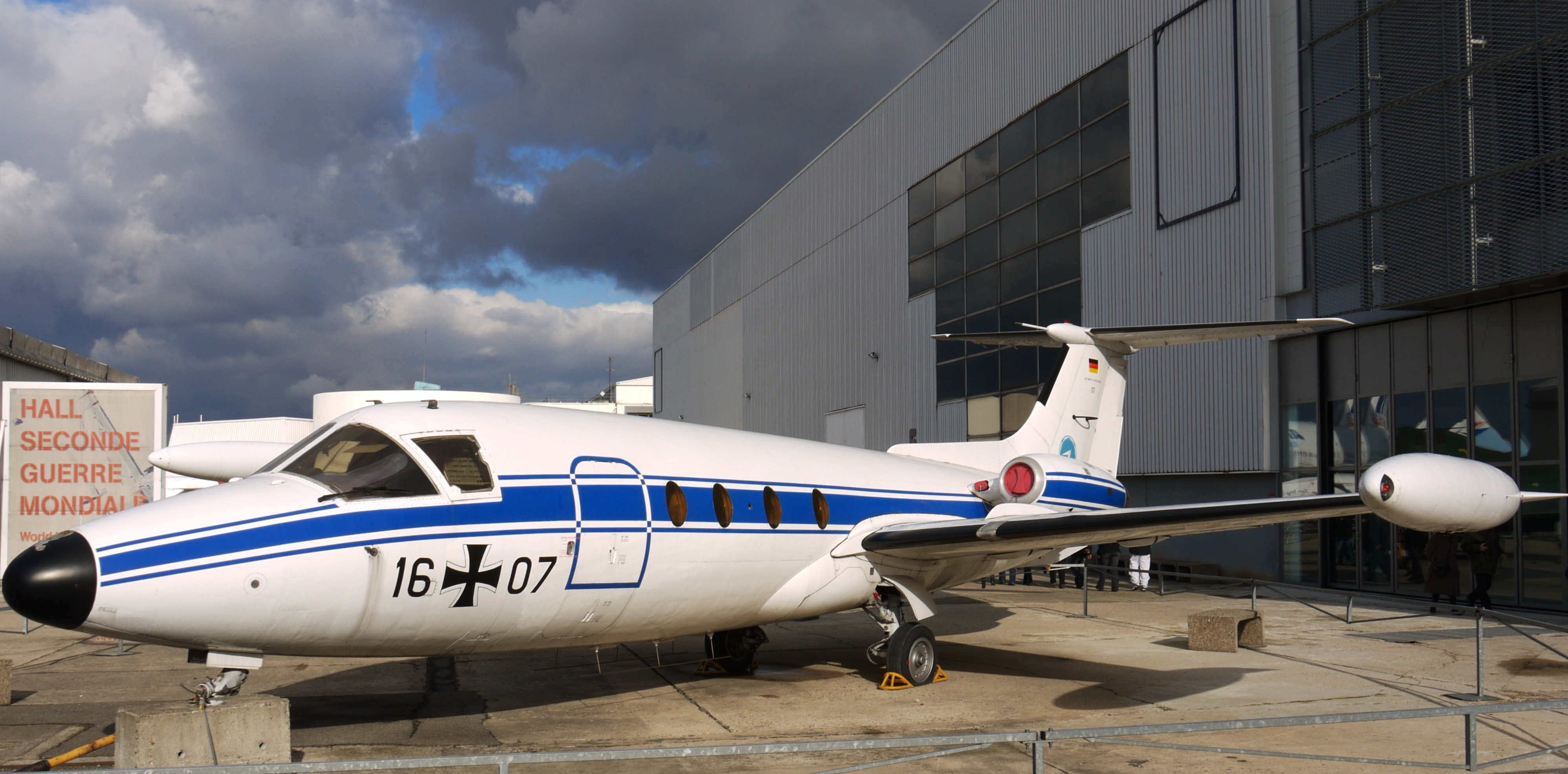
HFB 320 Hansa

Hamburger Flugzeugbau GmbH (w skrócie HFB) – niemiecki producent samolotów działający w latach 1933–1989.

## Historia
Firma została wpisana w rejestrze handlowym w czerwcu 1933 roku jako spółka-córka stoczni Blohm & Voss, założona przez właściciela stoczni Waltera Blohma jako osobna spółka, by uniknąć potencjalnego ryzyka związanego z nowym obszarem działalności, włączona w 1937 z powrotem w struktury koncernu jak dział budowy samolotów.
W czasie II wojny światowej z umiarkowanym powodzeniem przedsiębiorstwo zajmowało się opracowywaniem nowych konstrukcji lotniczych, które nie należały do szczególnie udanych.
Po zakończeniu działań wojennych Brytyjczycy zdemontowali lub zniszczyli większość zakładów, pozostawiając pod swoim nadzorem niewielką część, w której naprawiano czołgi.
Przedsiębiorstwo zaczęło się odradzać po wojnie w roku 1954 pod nazwą Flugzeugbau Nord GmbH i kierownictwem Waltera Blohma oraz przy udziale HFB, Weser-Flugzeugbau i Siebel Flugzeugwerke. Miało wtedy na licencji produkować maszyny transportowe typu Nord N2501 Noratlas dla Bundeswehry.
W latach 60. XX wieku w firmie opracowano i wyprodukowano w niewielkiej liczbie dwusilnikowy, mały odrzutowiec dyspozycyjny HFB 320 Hansa. HFB uczestniczyło również w produkcji następcy samolotu Noratlas – Transall C-160 oraz dostarczało elementy konstrukcyjne pionowzlotu Dornier Do 31 i maszyny Fokker F28.
Około pół roku (maj 1969) po połączeniu Messerschmitt AG z Bölkow GmbH (1 listopada 1968), połączyły się one z HFB tworząc Messerschmitt-Bölkow-Blohm GmbH (MBB) pod kierownictwem Ludwiga Bölkowa.
Po przejęciu MBB przez Daimler-Benz AG w 1989 roku, spółka weszła w skład koncernu DASA. Dziś należy do Airbusa – oddziału EADS.